# 接龍 (文字遊戲)
接龍是一種文字遊戲。參加人數只需是2人以上即可。

## 日語接龍

### 基本規則
首先，由其中一名參加者開始，說出一個適當的單詞（也有規則要求必須以「しりとり」開始）。其他人按照順序，說出一個以「前一個人說的最後一個字」開頭的單詞。
由於固有的日語中並無以「ん」開頭的詞語，故此當說出的詞語的最後一個字為「ん」時，該參加者立即在遊戲中落敗。
- 「ん」開頭的詞語大多是非洲的外來語，例如：ンジャメナ（恩賈梅納，查德的首都）、ンゴロンゴロ保全地域（恩戈羅恩戈羅保護區，存在於坦桑尼亞中部的自然保護區）、ンビラ（非洲的民族樂器）等等。

詳細的規則，因地方、個人而異，以下只提到一般人接受的規則。
- 只能使用名詞。

名詞中（特別是專有名詞）所取的數量也有差異。作為基本常識，大多數人都知道的專有名詞（例如國名及大城市的名稱，豐田等的大企業的名稱、長嶋茂雄等的名人們）的話，則可能可以使用。朋友的名稱、自己的居所的地區的名稱等並非一般的詞語，只要所有參加者都得明白的專有名詞則亦可能可以使用。嚴格上，並不能使用專用名詞。
- 不能使用助詞（例：不能說「桜の木」（櫻花樹），但像「こどもの日」（兒童節）這類公認的節日則可以）。
- 單詞以長音結尾，有三種處理方法：取前音的母音（段）、無視該長音、包括該長音。

例：「ミキサー」→「アイスクリーム」（取前音的母音）/「サンドバッグ」（無視該長音）「サーキット」（包括長音）
- 當結尾的文字是拗音、促音（ぁ、ぃ、ぅ、ぇ、ぉ、ゃ、ゅ、ょ、っ）時，可選擇將其轉為清音或採用拗音及促音。

例：「滑車（かっしゃ）」→「やり」（轉為清音）/「しゃくなげ」（採用拗音及促音）
- 最後的文字是濁音、半濁音時，有以下兩個處理方法：可以拿掉「゛」「゜」，無視該濁音、半濁音，亦可可以採用該濁音、半濁音。

例：「ストーブ」→「フルーツ」（無視該濁音、半濁音）/「ブランコ」（採用該濁音、半濁音）
- 但是，當使用「採用該濁音、半濁音」的規則時，有機會出現「ぢ」（例：鼻血（はなぢ））、「づ」（例：国府津（こうづ）），但日語中並無「ぢ」、「づ」開頭的詞語，作為特例可以轉變為「じ」、「ず」。

（例：鼻血（はなぢ）→地獄（じごく）等。）
- 重複之前說話的單詞，可作輸計。但若輪到下一參加者前仍未被抓，事後不能補抓。
- 應設定時間限制及詞語的難易度。
- 詞語以英文字母、數字等非日語的文字結尾的，意見相當分歧。

例：使用該數字或字母的讀音來繼續（假名化）、使用該詞語的最後一個日語的字（漢字、假名）繼續、作無效處理等

### 衍生規則
為了提高難度，這個遊戲被設計了幾個衍生規則。
- 禁止單字

有一種不斷重複地以同一假名作為結尾的戰術，導致其他人無法想出任何詞語。為了避免這個情況，也有人禁止這個戰術。
例：「しりとり」→「りし」→「しまうま」→「まわし」→「しんどう」→「うし」・「しりとり」→「りんご」→「ゴキブリ」→「りす」→「すり」等。
- 限制可以使用的詞語範圍。

例：只能使用食物、歷史人物、地名等
- 取最後的兩個假名（這個規則之下，「ん」，可以被放在最後，但不能放在倒數第二個字）

例：「みかん」→「かんきり」→「きりぎりす」→「りすとら」→「とらぶる」
- 只能用濁音和半濁音。

例：「外国語（がいこくご）」→「ゴシップ」→「プライド」
- 需背下所有參加者說過的詞語，每次均由第一個開始說出所有詞語。

例：「しりとり」→「しりとり、りんご」→「しりとり、りんご、ゴースト」
- 一次說出兩個詞語。

例：「しりとり、リスク」→「車（くるま）、魔法（まほう）」→「うさぎ、銀行（ぎんこう）」
- 與普通接龍相反，以最後一個字接前一參加者的第一個字。

例：「しりとり」→「寿司（すし）」→「カボス」
- 若詞語以「あ段」結束，以該行的「お段」開始的詞語作答。此時，說出該行由「あ段」至「え段」的假名，然後說出一個以該行的「お段」開始的詞語。

例：「しりとり」→「理科（りか）」→「かきくけ、こっぷ」
- 詞語必須為成語。

- 詞語必須為指定類別。

- 詞語某段落為某字時遊戲結束，說到它的為輸家等。同時成功說出指定詞句為勝出遊戲等。

### 範例
例如：トゲデマル→ルカリオ→オドシシ→シードラ→ラプラス，意思為托戈德瑪爾→路卡利歐→驚角鹿→海刺龍→拉普拉斯。（以寶可夢為類別）

## 中文接龍

### 衍生規則
在日語接龍中的以下幾條衍生規則，在中文接龍中亦被普遍接受。
- 禁止單字
- 限制可以使用的詞語範圍。

例：只能使用食物、歷史人物、地名等
- 需背下所有參加者說過的詞語，每次均由第一個開始說出所有詞語。

也有自創的規則，例如：
- 詞語必須為3或4字以上。
- 詞語必須為成語。

## 英語接龍
有英語學習者使用接龍遊戲的方式，以協助自己學習英語的詞語。大部分規則與日語接龍無異，但某些規則修改了。
- 為方便英語學習者學習更多詞語，所以可以使用名詞、動詞、形容詞等。
- 不能使用一個詞語的過去式，除非該過去式不依照規律。可以使用「be」、「was」或「is」，但不能用「kicked」。
- 當一個詞語以母音結束，例如「life」，可改用之前的子音。

## 法語接龍
「cadavre exquis」是法語超现实主义的接龍。

## 網路上的接龍遊戲
近年來，網路上的留言版及討論區，均有不少途徑可以進行接龍遊戲，以下指出其中幾個。
- 在日語接龍方面，有2ch的接龍專用區 （页面存档备份，存于）及NIYANIYA的接龍專用區[永久]。
- 在中文及英語接龍方面，可在各個大型討論區找到它們的蹤影。